# Pieter Tsjoen
Pieter Tsjoen, né le 1er février 1974, est un pilote belge de rallye.

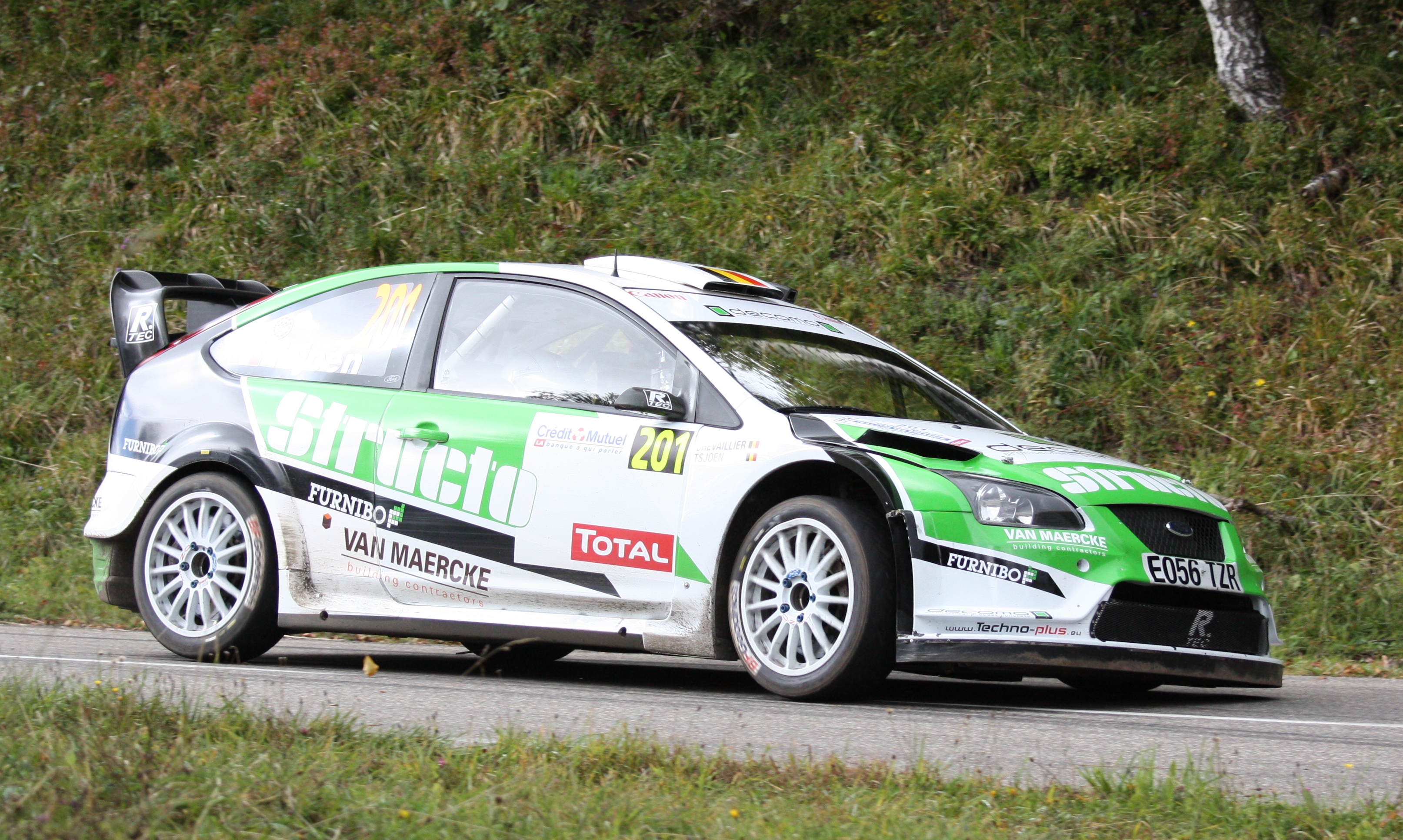
Pieter Tsjoen au Rallye de France WRC en 2010 sur Ford Focus RS WRC.

## Biographie
Pieter Tsjoen commence la compétition automobile en 1996 et entame sa carrière internationale en 1998 aux Boucles de Spa Alphonse Delettre sur Citroën Saxo VTS, comptant alors pour le Championnat d'Europe des rallyes. Son premier rallye en championnat mondial est le Rallye Monte-Carlo l'année suivante: son meilleur résultat dans cette épreuve est une 14e place en 2006.
Il annonce sa retraite sportive en juillet 2007, avant de revenir sur sa décision fin 2008 (disputant ainsi le rallye du Var).
En 2010, il se lance dans le championnat de France des rallyes, dans lequel il remporte pour la seconde fois le rallye du Touquet (1re manche), mais il échoue dans sa conquête du titre français en fin de saison, terminant alors 4e, avec 4 podiums (Touquet, Lyon-Charbonnières, Rouergue-Aveyron, et Mont-Blanc-Morzine).
En 2013, il réduit de nouveau son programme, ne disputant que trois courses.
Entre 2012 et 2013, il obtient un podium (Ypres) et termine à deux reprises au pied de celui-ci (Valais et Croatie), dans le cadre de la nouvelle formule du championnat d'Europe.
Eddy Chevaillier est son principal copilote, entre 2001 et 2012.
Il a notamment remporté les tours de Wallonie et de Flandre, à parité pour un total de 16 victoires.
En 2015, il revient à la compétition, mais en raison de ses activités professionnelles, il se contente du rôle de copilote, étant le navigateur des pilotes de niveau mondial Stéphane Lefebvre et Kévin Abbring (avec lequel il remporte le rallye de Wallonie 2017- BRC)

## Palmarès

### Titres
- Octuple Champion de Belgique des rallyes, en 2001, 2003 et 2004 (sur Toyota Corolla WRC), puis 2006, 2009 et 2010 (sur Ford Focus RS WRC), et 2011 et 2012 (sur Citroën C4 WRC);
  - Vice-champion de Belgique des rallyes, en 1999;

### 3 victoires en ERC
- Circuit des Ardennes: 2001;
- Rallye d'Ypres: 2001;
- Boucles de Spa: 2003;

### 38 victoires en championnat de Belgique des rallyes (au 31/12/2013)
- Circuit des Ardennes: 2001;
- Rallye de Wallonie (8): 2001, 2003, 2004, 2005, 2006, 2010, 2011 et 2012;
- Rallye Bianchi: 2001;
- Rallye d'Ypres: 2001 et 2005;
- Tour des Flandres (nl) (8): 2001, 2003, 2005, 2006, 2009, 2010, 2011 et 2012;
- Boucles de Spa: 2003 et 2004;
- Rallye de Hannut: 2004;
- TAC Rally (nl) (5): 2004, 2006, 2010, 2011 et 2012;
- Rally van Haspengouw (nl) (5): 2004, 2006, 2010, 2011 et 2012;
- Rallye du Condroz-Huy: 2008 et 2009;
- Sezoensrally (nl) : 2010 et 2012;
- East Belgian Rally (nl): 2011;

### Victoire en championnat des Pays-Bas
- Rallye des Tulipes d'or d'Hellendoorn/Nijverdal (Golden Tulip Rally): 2004.

### Victoires en championnat de France
- Rallye du Touquet: 2009 et 2010;

### Autre victoire belge
- Rallye Van Moorslede: 2011.